# Enrique Huelva Unternbäumen
Enrique Huelva Unternbäumen é linguista, professor e pesquisador na área de Linguística Cognitiva e Linguística Aplicada, com ênfase na relação entre gramática e cognição e no processo de ensino-aprendizagem de línguas. 
Nascido em 10 de fevereiro de 1969, em Bielefeld (Alemanha), é filho de Margrit Nielsen Unternbäumen e de Isidro Huelva Vidal. É mestre em Filologia Germânica, Filologia Hispânica e História e doutor em Linguística pela Universidade de Bielefeld (Alemanha), onde atuou como professor de Filologia Hispânica entre 1997-2002. Desde 2002 está vinculado ao Departamento de Línguas Estrangeiras e Tradução do Instituto de Letras da Universidade de Brasília, ministrando aulas no curso de graduação em Letras - Licenciatura em Língua Espanhola e Literatura Espanhola e Hispano-americana e no Programa de Pós-Graduação em Linguística Aplicada.
Seus projetos de pesquisa mais atuais são: Roteiros culturais (cultural scripts) em processos de aquisição/aprendizagem de línguas; Modelos de entonación del espanol y el portugués para la ensenanza de lenguas, em colaboração com o professor Francisco José Cantero Serena (Universidade de Barcelona), financiado por Ministerio de Asuntos Exteriores y de Coperación (Espanha); A relação entre gramática e conceitualização: abordagens teóricas atuais e desafios futuros, em colaboração com a professora Rozana Reigota Naves (Universidade de Brasília), financiado pelo Conselho Nacional de Desenvolvimento Científico e Tecnológico (Brasil).
Ao longo de sua carreira na UnB, tem se dedicado à gestão universitária: foi Coordenador dos Cursos de Graduação do Instituto de Letras, Chefe do Departamento de Línguas Estrangeiras e Tradução, Vice-diretor do Instituto de Letras, Coordenador do Núcleo de Recursos e Estudos Hispânicos, Coordenador do Núcleo Instituto Confúcio e Diretor do Instituto de Letras. Foi vice-reitor da Universidade de Brasília, de 2016 a 2024, nas duas gestões da reitora Prof. Márcia Abrahão.